# Selección de fútbol sub-21 de Alemania
La selección nacional de fútbol sub-21 de Alemania representa a los menores de 21 años de Alemania en el Campeonato de Europa Sub-21 de Fútbol de la UEFA y está controlado por la Federación Alemana de Fútbol (DFB), el órgano rector del fútbol en Alemania.

## Historia
Antes de la reunificación de Alemania, Alemania Oriental y Alemania Occidental jugaban como entidades separadas: los dos equipos jugaron por separado hasta el verano de 1990. Tras el realineamiento de las competiciones juveniles de la UEFA en 1976, comenzó el fútbol internacional sub-21 en Europa. Un equipo de Alemania Occidental, sin embargo, no compitió en el Campeonato de Europa Sub-21 hasta la ronda clasificatoria (comenzando en 1980) de la competencia de 1982.
Alemania Occidental compitió en las dos primeras competiciones sub-23, que terminaron en 1972 y 1974. Las primeras finales de la competencia sub-21 fueron en 1978, y dado que las reglas de competencia sub-21 establecen que los jugadores deben tener 21 o menos al comienzo de una competencia de dos años, técnicamente es una competencia de menores de 23 años.
El actual equipo de Alemania puede ser legítimamente considerado como la encarnación actual del equipo de Alemania Occidental, ya que la bandera, el uniforme y la asociación de fútbol de Alemania Occidental se convirtieron en los de la Alemania unificada. En efecto, el equipo de Alemania Occidental absorbió al equipo de Alemania Oriental para convertirse en "el equipo de fútbol nacional sub-21 de Alemania".
Por estas razones, el registro de Alemania Occidental para las competiciones sub-23 y sub-21 se muestra a continuación.

## Jugadores

### Última convocatoria
- Convocados a la Eurocopa Sub-21 de 2025.[3]

| Nombre           | Posición       | Edad    | PJ | G   | Club                      |
| ---------------- | -------------- | ------- | -- | --- | ------------------------- |
| Noah Atubolu     | Guardameta     | 23 años | 17 | -19 | SC Friburgo               |
| Tjark Ernst      | Guardameta     | 22 años | 1  | 0   | Hertha BSC                |
| Nahuel Noll      | Guardameta     | 22 años | 0  | 0   | Greuther Fürth            |
| Nnamdi Collins   | Defensa        | 21 años | 4  | 0   | Eintracht Frankfurt       |
| Nathaniel Brown  | Defensa        | 22 años | 9  | 1   | Eintracht Frankfurt       |
| Bright Arrey-Mbi | Defensa        | 22 años | 11 | 1   | SC Braga                  |
| Max Rosenfelder  | Defensa        | 22 años | 7  | 1   | SC Friburgo               |
| Tim Oermann      | Defensa        | 21 años | 5  | 0   | VfL Bochum                |
| Jamil Siebert    | Defensa        | 23 años | 5  | 0   | Fortuna Düsseldorf        |
| Lukas Ullrich    | Defensa        | 21 años | 1  | 0   | Borussia Mönchengladbach  |
| Elias Baum       | Defensa        | 19 años | 0  | 0   | SV Elversberg             |
| Eric Martel      | Centrocampista | 23 años | 24 | 2   | 1. FC Köln                |
| Ansgar Knauff    | Centrocampista | 23 años | 24 | 3   | Eintracht Frankfurt       |
| Merlin Röhl      | Centrocampista | 22 años | 9  | 2   | SC Friburgo               |
| Jan Thielmann    | Centrocampista | 23 años | 18 | 1   | 1. FC Köln                |
| Caspar Jander    | Centrocampista | 22 años | 1  | 0   | 1. FC Núremberg           |
| Brajan Gruda     | Centrocampista | 21 años | 12 | 2   | Brighton & Hove Albion FC |
| Rocco Reitz      | Centrocampista | 23 años | 12 | 2   | Borussia Mönchengladbach  |
| Paul Nebel       | Centrocampista | 22 años | 8  | 0   | 1. FSV Mainz 05           |
| Paul Wanner      | Centrocampista | 19 años | 3  | 1   | 1. FC Heidenheim          |
| Nicolò Tresoldi  | Delantero      | 20 años | 11 | 5   | Hannover 96               |
| Nick Woltemade   | Delantero      | 23 años | 12 | 7   | VfB Stuttgart             |
| Nelson Weiper    | Delantero      | 20 años | 5  | 0   | 1. FSV Mainz 05           |
| Antonio Di Salvo | Entrenador     | 46 años |    |     |                           |

### Más presencias
| # | Futbolista        | Período   | PJ | Goles |
| - | ----------------- | --------- | -- | ----- |
| 1 | Fabian Ernst      | 1998-2001 | 31 | 2     |
| 2 | Levin Öztunali    | 2015-2019 | 30 | 7     |
| 3 | Andreas Beck      | 2007-2009 | 27 | 2     |
| 4 | Mike Hanke        | 2003-2005 | 26 | 14    |
| 5 | Dennis Aogo       | 2007-2009 | 25 | 4     |
| 5 | Christian Tiffert | 2002-2004 | 25 | 2     |

Fuente: Transfermarkt.
- Actualizado el 6 de septiembre de 2019

### Máximos goleadores
| # | Futbolista        | Período   | Goles | PJ |
| - | ----------------- | --------- | ----- | -- |
| 1 | Pierre Littbarski | 1979-1982 | 18    | 21 |
| 2 | Heiko Herrlich    | 1990-1993 | 17    | 20 |
| 3 | Benjamin Auer     | 2002-2004 | 15    | 23 |
| 4 | Mike Hanke        | 2003-2005 | 14    | 26 |
| 4 | Lewis Holtby      | 2009-2013 | 14    | 24 |
| 5 | Rouwen Hennings   | 2007-2009 | 13    | 21 |
| 6 | Kevin Volland     | 2012-2015 | 11    | 20 |

Fuente: Transfermarkt.
- Actualizado el 6 de septiembre de 2019

## Resultados

### Eurocopa Sub-21

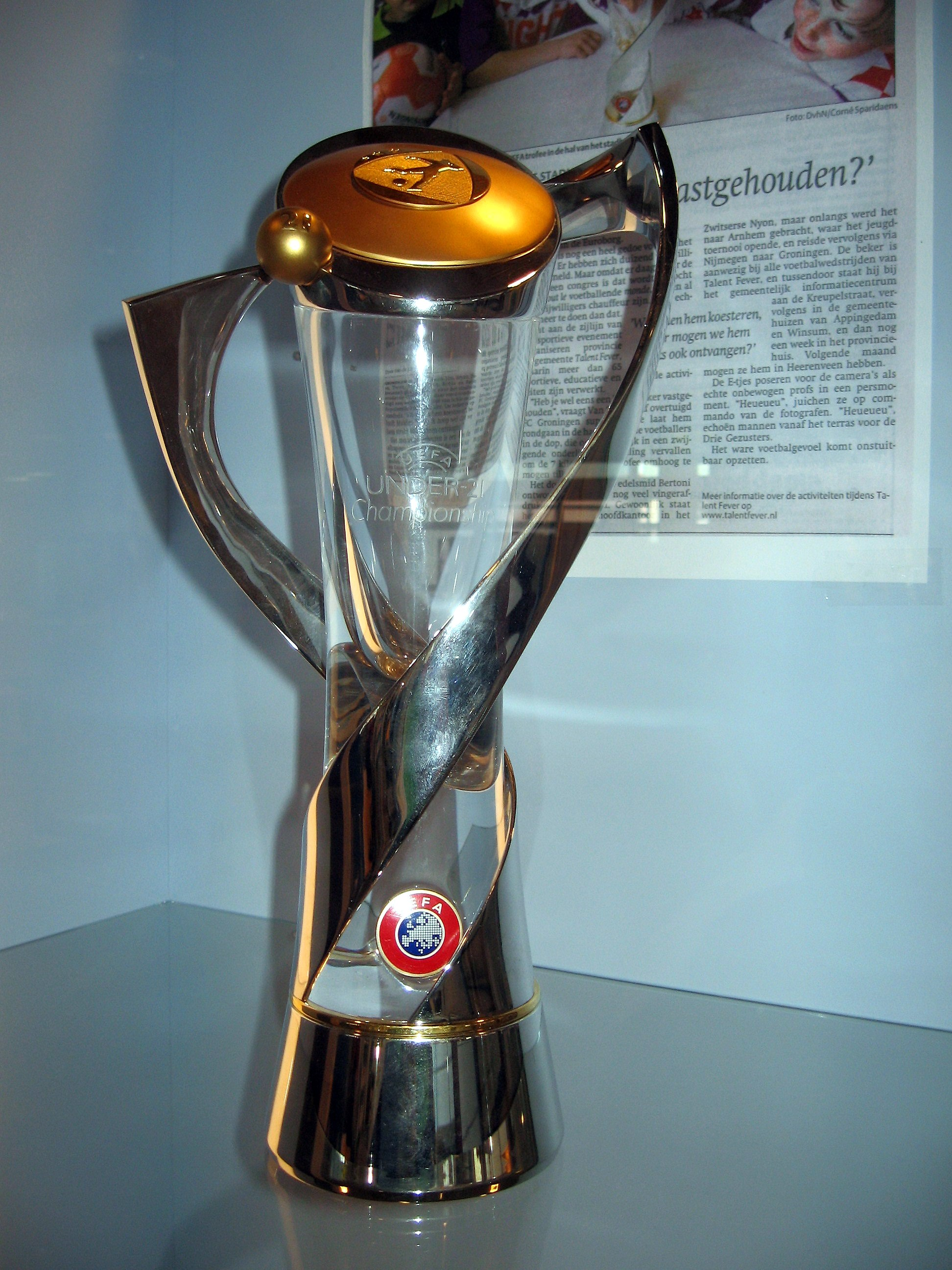
Trofeo del campeonato europeo sub-21, conquistado por Alemania en tres ocasiones.

| Año                      | Fase             | Posición        | PJ              | PG              | PE              | PP              | GF              | GC              |
| ------------------------ | ---------------- | --------------- | --------------- | --------------- | --------------- | --------------- | --------------- | --------------- |
| Sin sede 1978            | No se clasificó  | No se clasificó | No se clasificó | No se clasificó | No se clasificó | No se clasificó | No se clasificó | No se clasificó |
| Sin sede 1980            | No se clasificó  | No se clasificó | No se clasificó | No se clasificó | No se clasificó | No se clasificó | No se clasificó | No se clasificó |
| Sin sede 1982            | Subcampeón       | 2.º             | 6               | 4               | 0               | 2               | 15              | 9               |
| Sin sede 1984            | No se clasificó  | No se clasificó | No se clasificó | No se clasificó | No se clasificó | No se clasificó | No se clasificó | No se clasificó |
| Sin sede 1986            | No se clasificó  | No se clasificó | No se clasificó | No se clasificó | No se clasificó | No se clasificó | No se clasificó | No se clasificó |
| Sin sede 1988            | No se clasificó  | No se clasificó | No se clasificó | No se clasificó | No se clasificó | No se clasificó | No se clasificó | No se clasificó |
| Sin sede 1990            | Cuartos de final | 6.º             | 2               | 0               | 1               | 1               | 2               | 3               |
| Sin sede 1992            | Cuartos de final | 6.º             | 2               | 0               | 1               | 1               | 4               | 5               |
| Francia 1994             | No se clasificó  | No se clasificó | No se clasificó | No se clasificó | No se clasificó | No se clasificó | No se clasificó | No se clasificó |
| España 1996              | Cuartos de final | 7.º             | 2               | 1               | 3               | 1               | 4               | 1               |
| Rumanía 1998             | Cuartos de final | 5.º             | 3               | 2               | 0               | 1               | 3               | 2               |
| Eslovaquia 2000          | No se clasificó  | No se clasificó | No se clasificó | No se clasificó | No se clasificó | No se clasificó | No se clasificó | No se clasificó |
| Suiza 2002               | No se clasificó  | No se clasificó | No se clasificó | No se clasificó | No se clasificó | No se clasificó | No se clasificó | No se clasificó |
| Alemania 2004            | Fase de grupos   | 6.º             | 3               | 1               | 0               | 2               | 4               | 5               |
| Portugal 2006            | Fase de grupos   | 7.º             | 3               | 1               | 0               | 2               | 1               | 4               |
| Países Bajos 2007        | No se clasificó  | No se clasificó | No se clasificó | No se clasificó | No se clasificó | No se clasificó | No se clasificó | No se clasificó |
| Suecia 2009              | Campeón          | 1.º             | 5               | 3               | 2               | 0               | 8               | 1               |
| Dinamarca 2011           | No se clasificó  | No se clasificó | No se clasificó | No se clasificó | No se clasificó | No se clasificó | No se clasificó | No se clasificó |
| Israel 2013              | Fase de grupos   | 6.º             | 3               | 1               | 0               | 2               | 4               | 5               |
| República Checa 2015     | Semifinales      | 4.º             | 4               | 1               | 2               | 1               | 5               | 7               |
| Polonia 2017             | Campeón          | 1.º             | 5               | 3               | 1               | 1               | 8               | 3               |
| Italia y San Marino 2019 | Subcampeón       | 2.º             | 5               | 3               | 1               | 1               | 16              | 6               |
| Hungría y Eslovenia 2021 | Campeón          | 1.º             | 6               | 3               | 3               | 0               | 9               | 4               |
| Georgia y Rumanía 2023   | Fase de grupos   | 15.º            | 3               | 0               | 1               | 2               | 2               | 5               |
| Eslovaquia 2025          | Subcampeón       | 2.º             | 6               | 5               | 0               | 1               | 17              | 7               |
| Total                    | 15/25            | —               | 58              | 27              | 13              | 18              | 98              | 71              |